# Phloeomys
Phloeomys là một chi động vật có vú trong họ Muridae, bộ Gặm nhấm. Chi này được Waterhouse miêu tả năm 1839. Loài điển hình của chi này là Mus (Phloeomys) cumingi Waterhouse, 1839.

## Các loài
Chi này gồm 2 loài:
- Phloeomys cumingi (Waterhouse, 1839)
- Phloeomys pallidus (Nehring, 1890)

## Hình ảnh

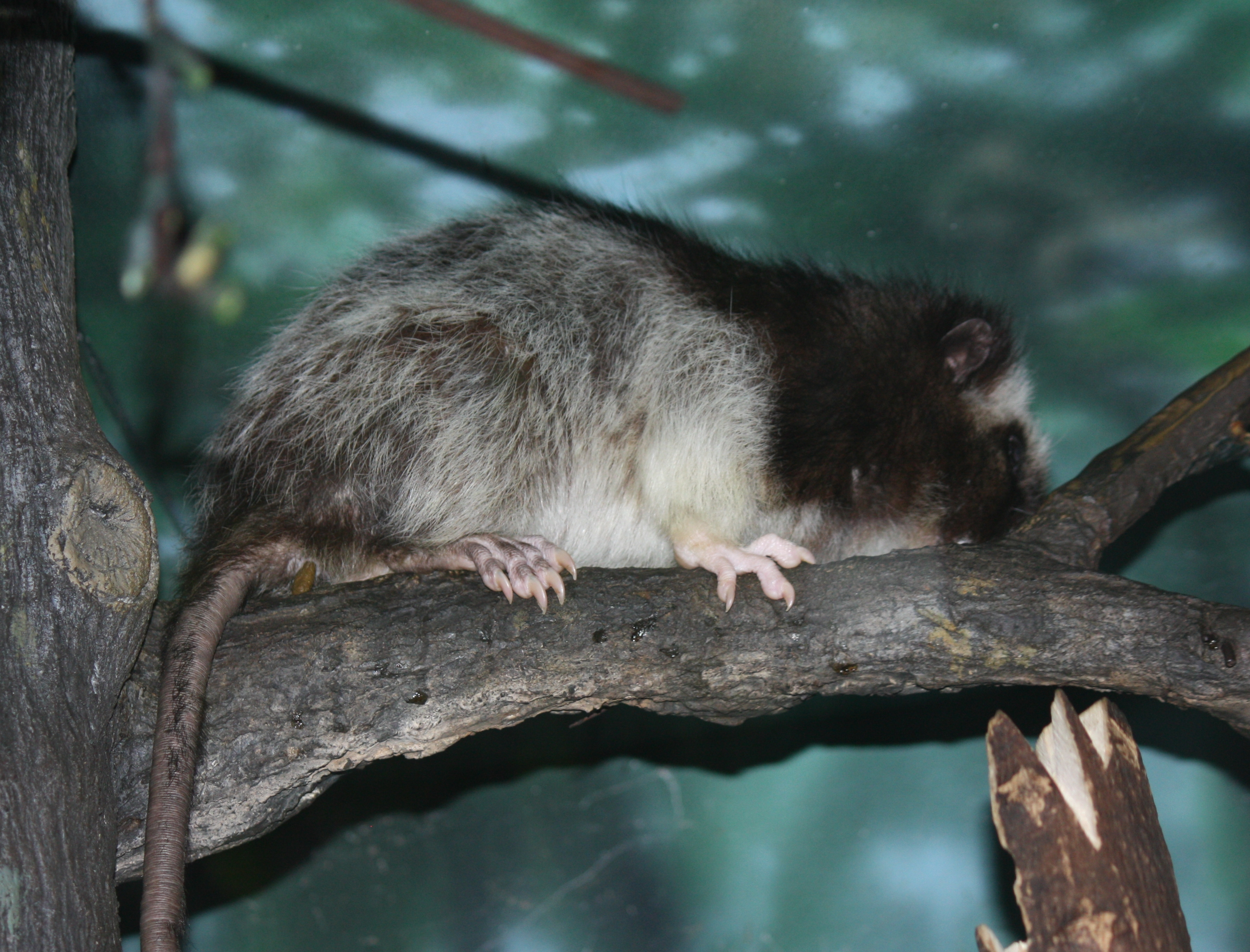
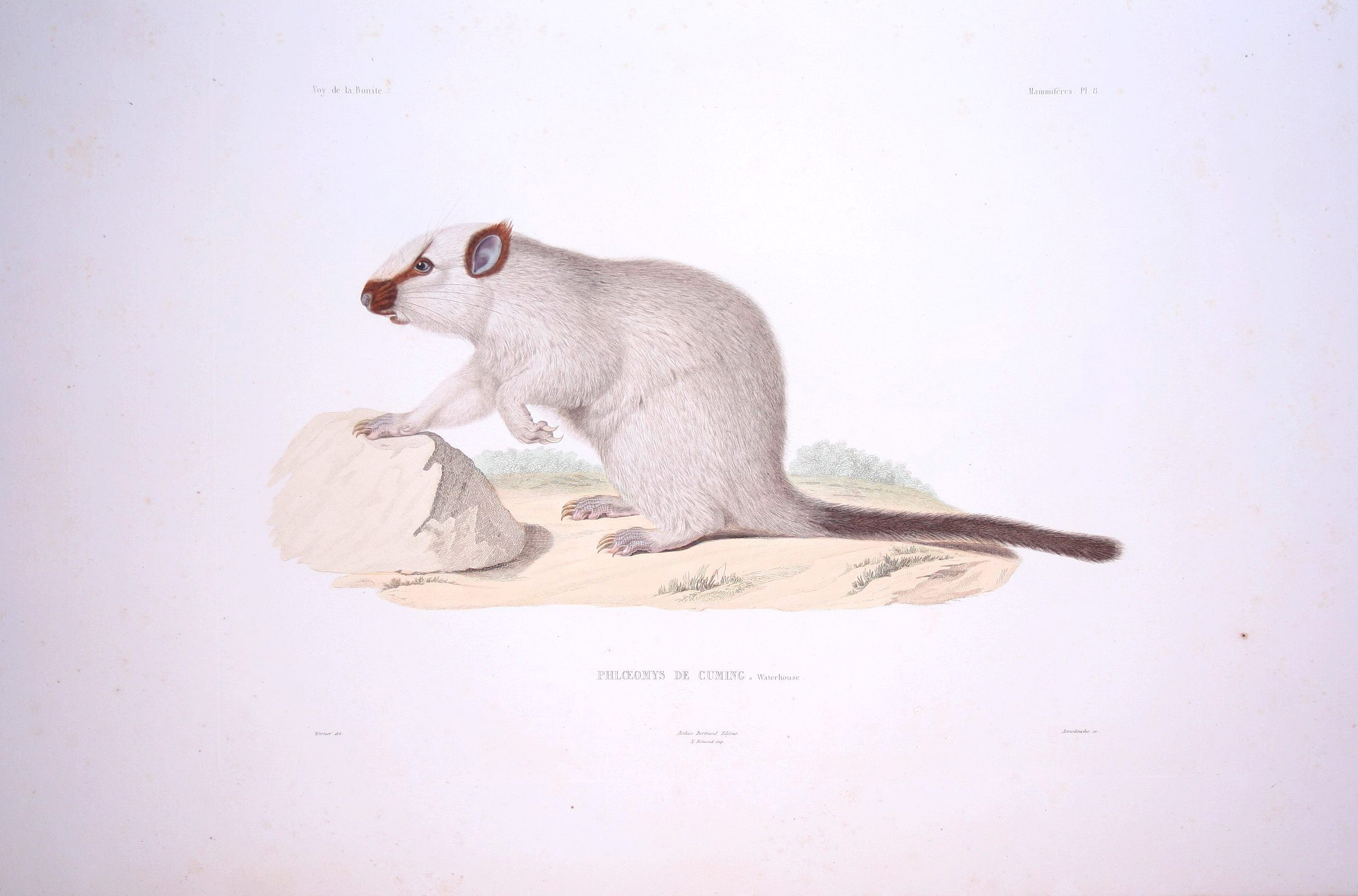
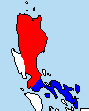